# Who Shot Bud Walton?

Who Shot Bud Walton? est un  film américain muet réalisé par Raoul Walsh et sorti en 1914.

## Fiche technique
- Titre original : Who Shot Bud Walton?
- Réalisation : Raoul Walsh
- Société de production : Reliance Film Company
- Société de distribution : Mutual Film
- Pays d’origine :  États-Unis
- Langue originale : anglais
- Format : noir et blanc — 35 mm — 1,37:1 — film muet
- Genre : Western
- Durée : 2 bobines - 600 m
- Date de sortie :
  - États-Unis : 5 décembre 1914

## Distribution
- Sam De Grasse : shérif Lafe Johnson
- Raoul Walsh : Bud Walton
- Eugene Pallette : Jeff Hardin
- Francelia Billington : Tillie
- Beulah Burns
- Thelma Burns
- Fred Hamer
- Bob Burns
- Fred Burns
- Dark Cloud
- Eagle Eye
- John P. McCarthy